# Marcel Gromaire

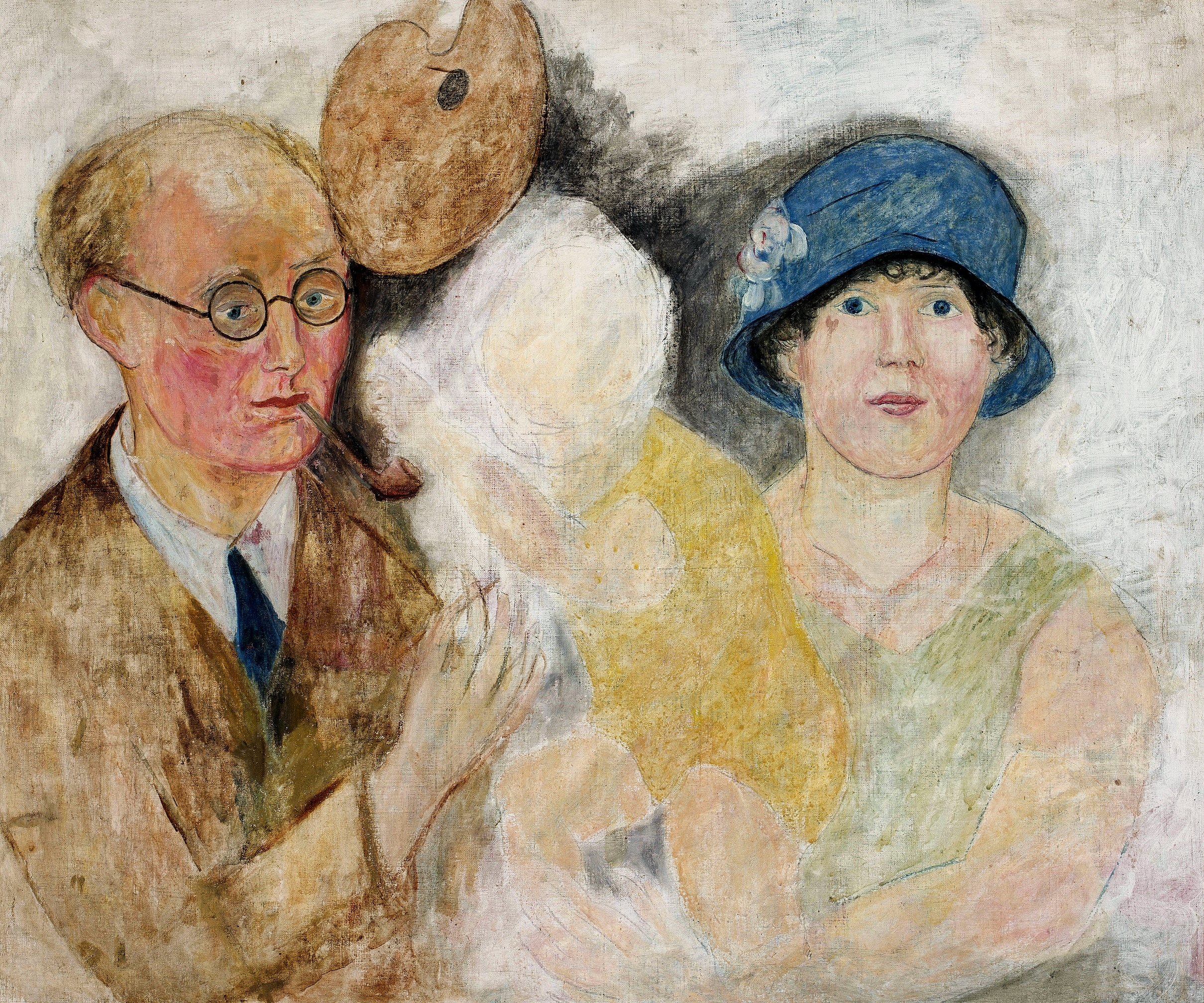
Retrato de Marcel Gromaire y su familia por Tadeusz Makowski, ca. 1925

Marcel Gromaire (Noyelles-sur-Sambre, 24 de julio de 1892 – París, 11 de abril de 1971) fue un pintor francés, adscrito al expresionismo. Influido por el arte románico francés, y por Cézanne y Seurat, sus cuadros se inspiraron en temas obreros y de la vida campesina, aunque también tuvo inclinación hacia el decorativismo, como se puede ver en sus tapices, género en el que Gromaire fue uno de los mayores innovadores en el siglo XX.

## Obras principales
- 1922 : Portrait de Georges Zérapha
- 1924 : Le Faucheur
- 1925 : La Guerre
- 1928 : Tennis devant la Mer
- 1929 : Portrait de Georges Charensol
- 1935 : Les Lignes de la main
- 1936 : Les Loisirs
- 1948 : Soir sur une Vallée Abrupte
- 1950 : Le Peintre et son Modèle